# Necrosi adiposa
Per  necrosi adiposa  in campo medico, si intende una lesione della mammella. La sua manifestazione è rara e viene spesso confusa con una patologia molto più grave: un carcinoma.

## Sintomatologia
La sua maggiore manifestazione è costituita dalla tumefazione oltre al dolore

## Eziologia
L'origine della lesione, da un'anamnesi risulta essere di natura traumatica.

## Terapia
Dopo esami di accertamento per un'esatta diagnosi ed escludere la presenza del tumore, si potrebbe anche non procedere in quanto la lesione scompare gradualmente, ma per sicurezza si ricorre all'asportazione della parte decomposta.